# Гайлдорф
Гайлдорф (на немски: Gaildorf) е град в североизточен Баден-Вюртемберг, Германия с 12 080 жители (към 31 декември 2018). Намира се на река Кохер до град Швебиш Хал.
Гайлдорф е споменат за пръв път в документи през 1255 г. и през 1404 г. получава права на град и пазар от крал Рупрехт, също да си построи стена.
- Гайлдорф